# Wright R-1820 Cyclone
Wright R-1820 Cyclone — 29,87-літровий, дворядний, 9-ти циліндровий, поршневий, однорядний радіальний авіаційний двигун з повітряним охолодженням виробництва американської компанії Wright Aeronautical. Використовувався на літаках різного типу у 1930-х — 1940-х роках. Його серійне виробництво почалося 1931 року і тривало до 1950-х. Крім компанії Wright Aeronautical, R-1820 випускали Lycoming, Pratt & Whitney Canada, а під час Другої світової війни та Studebaker Corporation. За межами США також вироблявся за ліцензією в Іспанії компанією Hispano-Suiza та у Радянському Союзі, як М-25.

## Застосування
- Bloch MB.221
- Boeing B-17 Flying Fortress
- Boeing 307 Stratoliner
- Brewster F2A Buffalo
- Curtiss AT-32-A Condor
- Curtiss SBC-4 Helldiver
- Curtiss P-36 Mohawk
- Curtiss SC Seahawk
- Curtiss-Wright CW-21
- Douglas A-33
- Douglas B-18 Bolo
- Douglas DC-2
- Douglas DC-3 (DST, G-102 і G-202)
- Douglas R4D-8/C-117D
- Douglas DC-5
- Douglas DF
- Douglas SBD Dauntless
- FMA AeMB.2
- General Motors FM-2 Wildcat
- Grumman TF-1/C-1 Trader
- Grumman E-1 Tracer
- Grumman FF
- Grumman F3F
- Grumman XF5F Skyrocket
- Grumman XP-50
- Grumman HU-16 Albatross
- Grumman J2F Duck
- Grumman S-2 Tracker
- Lockheed Model 14 Super Electra
- Lockheed Model 18 Lodestar
- Lockheed Hudson
- Martin B-10
- North American A-27
- North American O-47
- North American P-64
- North American T-28B/C/D Trojan
- Northrop N-3PB
- Northrop YC-125 Raider
- Piasecki H-21
- І-16
- Ryan FR Fireball
- Sikorsky S-58/HUS/HSS/H-34
- Vultee V-1

### Танки
- M4A6 Sherman
- M6